# John W. Foster
John Watson Foster, född 2 mars 1836 i Petersburg i Indiana, död 15 november 1917, var en amerikansk republikansk politiker och diplomat.
Han ledde USA:s diplomatiska beskickningar i Mexiko (1873-1880), Ryssland (1880-1881) och Spanien (1883-1885).
Han tjänstgjorde som USA:s utrikesminister under president Benjamin Harrison 1892-1893. Efter det första kinesisk-japanska kriget 1894-95 bistod han den kinesiske statsmannen Li Hongzhang i att utarbeta Shimonosekifördraget.
Utrikesminister Robert Lansing var hans måg, CIA-chefen Allen Dulles och utrikesministern John Foster Dulles var hans dottersöner samt diplomaten och ekonomen Eleanor Lansing Dulles hans dotterdotter.